# Tarna Mare
Tarna Mare là một xã thuộc hạt Satu Mare, România. Dân số thời điểm năm 2002 là 3752 người.